# Erik Lundquist
Erik Rudolf Gabriel Lundquist  (ur. 29 kwietnia 1896 w Sztokholmie, zm. 20 sierpnia 1961 w Odensala) – szwedzki strzelec, medalista olimpijski.
Erik Lundquist wziął udział tylko w jednych igrzyskach olimpijskich, w 1920 roku w Antwerpii. Zdobył tam brązowy medal w drużynie, razem z Perem Kinde, Frederikiem Landeliusem, Alfredem Swahnem, Karlem Richterem i Erikiem Sökjer-Petersénem. Uzyskał wynik 90 punktów, najlepszy w drużynie. 
Urodził się w Sztokholmie, gdzie trenował, ale zmarł w miejscowości Odensala (gmina Sigtuna).